# Thomas Kean
Thomas Howard Kean (prononciation : /ˈkeɪn/ ; né le 21 avril 1935) est une personnalité politique américaine du Parti républicain, qui est 48e gouverneur du New Jersey de 1982 à 1990. Kean est toutefois davantage connu pour sa nomination de 2002, par le président George W. Bush, comme président de la Commission nationale sur les attaques terroristes contre les États-Unis, ou 9/11 Commission, qui est responsable d'enquêter sur les causes des attentats du 11 septembre 2001 et de fournir des recommandations quant à la prévention d'attaques terroristes éventuelles. Après avoir servi deux mandats comme gouverneur, il devient président de la Drew University (en) pour 15 ans, jusqu'à sa retraite en 2005.
En 2005, il reçoit la Jefferson Awards.